# Ptecticus cyanifrons
Ptecticus cyanifrons är en tvåvingeart som först beskrevs av Camillo Rondani 1848.  Ptecticus cyanifrons ingår i släktet Ptecticus och familjen vapenflugor. Inga underarter finns listade i Catalogue of Life.